# Örnbergets naturreservat
Örnbergets naturreservat är ett naturreservat i Ljusdals kommun i Gävleborgs län.
Området är naturskyddat sedan 2020 och är 111 hektar stort. Reservatet ligger sydväst om Hamra och består av granskog och några småsjöar som Långtjärnen och Örnbergstjärnen. 